# 132 v. Chr.
Portal Geschichte | Portal Biografien | Aktuelle Ereignisse | Jahreskalender | Tagesartikel

◄ |
3. Jahrhundert v. Chr. |
2. Jahrhundert v. Chr. |
1. Jahrhundert v. Chr. |
►

◄ | 150er v. Chr. | 140er v. Chr. | 130er v. Chr. | 120er v. Chr. |
110er v. Chr. |
►

◄◄ | ◄ | 135 v. Chr. | 134 v. Chr. | 133 v. Chr. | 132 v. Chr. |
131 v. Chr. |
130 v. Chr. |
129 v. Chr. |
► |
►►
Staatsoberhäupter

## Ereignisse
- Ende des ersten römischen Sklavenkriegs.

## Gestorben
- Eunus, Anführer des ersten sizilischen Sklavenaufstandes
- Publius Cornelius Scipio Nasica Serapio, römischer Politiker